# Phlugiolopsis damingshanis
Phlugiolopsis damingshanis is een rechtvleugelig insect uit de familie sabelsprinkhanen (Tettigoniidae). De wetenschappelijke naam van deze soort is voor het eerst geldig gepubliceerd in 2012 door Bian, Shi & Chang.